# Jacopina Fieschi
Jacopina Fieschi (1250 circa – Ferrara, 1287), consorte del marchese d'Este Obizzo II.

## Biografia
Fu la figlia di Niccolò Fieschi, conte di Lavagna e membro della famiglia Fieschi di origini genovesi, e di Lionetta Epouse. Fu anche nipote del papa Adriano V. Si sposò nel 1263 con Obizzo II d'Este e ne fu la prima moglie. L'anno successivo Obizzo divenne signore di Ferrara.
Con Obizzo ebbe tre figli:
- Aldobrandino (?-1326), signore di Ferrara dal 1317 al 1326.
- Beatrice[5], che sposò prima Nino Visconti, giudice di Gallura, e poi, nel 1300 Galeazzo I Visconti.
- Azzo VIII (?-1308), signore di Ferrara dal 1293 al 1308.